# Euscelis quinquemaculata
Euscelis quinquemaculata är en insektsart som beskrevs av Henry Fairfield Osborn 1923. Euscelis quinquemaculata ingår i släktet Euscelis och familjen dvärgstritar. Inga underarter finns listade i Catalogue of Life.